# Emmerich Stoffel
Emmerich Stoffel (* 1913 in Csák (deutsch Tschakowa), Komitat Temes, Königreich Ungarn, Österreich-Ungarn; † 17. März 2008) war Generalsekretär des Deutschen Antifaschistischen Komitees für Rumänien, Mitglied des Zentralkomitees der Rumänischen Kommunistischen Partei (RKP) und rumänischer Botschafter in der Schweiz.

## Leben
Emmerich Stoffel entstammte der Volksgruppe der Banater Schwaben und war ab 1930 Mitglied der RKP. 1935, 1936 und 1939 wurde er verhaftet. Während einer Inhaftierung im Gefängnis Doftana teile er sich mit Nicolae Ceaușescu eine Zelle. Nach dem Königlichen Staatsstreich in Rumänien 1944 arbeitete er als Reporter bei der Zeitschrift Lupta CFR. 1944 wurde Stoffel mit der Gründung des „Kronstadter Regionsparteikomitees“ betraut und wurde später Sekretär des RKP-Komitees in Reșița. Von 1949 bis 1951 war er Generalsekretär des Deutschen Antifaschistischen Komitees für Rumänien. 1950 wurde Stoffel zum Ministerialrat im „Staatssekretariat für Nationalitäten“ ernannt.
Von Juni 1951 bis 1955 war Stoffel Botschafter Rumäniens in der Schweiz. Während seiner Amtszeit erfolgte am 14. Februar 1955 eine bewaffnete Besetzung der rumänischen Botschaft in Bern durch fünf Exilrumänen aus der Bundesrepublik Deutschland unter der Führung von Oliviu Beldeanu. Das Ziel der Gruppe war die Freilassung von politischen Häftlingen in Rumänien. Ein Botschaftsangehöriger wurde bei dem Schusswechsel getötet, Stoffel konnte mit seiner Ehefrau aus dem Fenster des Gärtnerhauses der Gesandtschaft flüchten und blieb unverletzt. Die Täter wurden in der Schweiz verurteilt.
1965 wurde er Direktor im rumänischen Außenministerium. 1971 wurde Stoffel zum Chefredakteur der Zeitschrift Neue Literatur bestimmt, die er bis zu seiner Pensionierung 1984 leitete. Er war von 1965 bis 1974 Mitglied des Zentralkomitees der RKP und von 1974 bis 1979 Mitglied der Zentralen Revisionskommission.